# Карл Вендлингер
Карл Вендлингер (на немски: Karl Wendlinger) е австрийски автомобилен състезател и пилот от Формула 1.

## Мерцедес Джуниър
Вендлингер стартира кариерата си в картинг и във Формула Форд преди да участва в германската Формула 3 през 1988. След като финишира на десета позиция в този встъпителен сезон, Вендлингер печели феновете през 1989, след като е нает от спортните автомобили на Мерцедес-Бенц през 1990.
Кара за Заубер-Мерцедес C11 заедно със Михаел Шумахер, Хайнц-Харолд Френтцен, Мауро Балди и Жан-Луи Шлесер, като завършват на пета позиция за Световения шампионат за спортни автомобили през 1990.
През 1991 той продължава да се състезава за Мерцедес – заедно с програмата на Хелмут Марко във Формула 3000. Преди края на сезона шефът на Мерцедес Йохен Неерпаш определя двама пилоти да се състезават във Формула 1. Шумахер участва като пилот на Джордан преди да започне да се състезава за Бенетон, а Вендлингер получава възможност да се състезава за Лейтън Хаус в последните две състезания за сезона.

## Формула 1

### Лейтън Хаус/Марч (1991/1992)
Дебютът на австриеца във Формула 1 е в Голямата награда на Япония на Судзука. Класира се 22-ри от общо 26 състезатели, след като отпада още на първия завой заедно със Джей Джей Лехто, Андреа де Чезарис и Емануеле Пиро. На второто си състезание на Аделейд се завърта в дъжда. Все пак той се класира на 20-а позиция на две обиколки от Айртон Сена, след като състезанието е спряно поради завъртания на някои от пилотите включително и втория Найджъл Менсъл.
През 1992 Вендлингер е задържан в новосформирания отбор Марч заедно с французина Пол Белмондо. Най-връхната точка за австриеца е Голямата награда на Канада в Монреал, където Вендлингер завършва четвърти в състезанието, затворен с обиколка от победителя Герхард Бергер. Това е най-високият резултат на Марч, което не е достатъчно за отбора да остане във Формула 1 и през 1993. С трите точки спечели от Канада той завършва на 12-позиция пред познати имена като Иван Капели, Тиери Бутсен и Джони Хърбърт.

### 1993 – 1995: Заубер
През 1993 Вендлингер се събира с Петер Заубер, чийто отбор е поканен да участва във Формула 1. Вендлингер завършва четвърти в Монца за Голямата награда на Италия. Другите му точки са в Португалия, Канада и Унгария приблизително на пета и шеста позиция. Австриецът пак завършва сезона на 12-а позиция със седем точки, на две точки и позиция пред по-опитния финландец Джей Джей Лехто, който по-късно е заменен от Хайнц-Харолд Френцен за сезон 1994.
За Вендлингер сезонът тръгва добре с 6-о място в Интерлагос, 4-та позиция в Имола за Голямата награда на Сан Марино, което ще се запомни със смъртта на Айртон Сена и на сънародника му и приятел на Герхард Бергер, Роланд Ратценбергер.
Формула 1 никога не е била в такава ситуация след като в регламента за сезон 1994 са изключени ABS, тракшън и лаунч контрол и много други.
По време на първата тренировка болидът C13 на Карл Вендлингер губи контрол на шикана Нювел след излизането от тунела с висока скорост. Без спирачки Заубер-ът се удря отстрани в стената с голяма сила. Главата на Вендлингер се блъска с пълна с вода бариера, облицована със стена, от което голяма част на кокпита е разрушена. Докторите на ФИА намират Вендлингер в безсъзнание, но без опасност за живота, и той по-късно се стабилизира, след като прекарва няколко седмици в кома.
Вендлингер се завръща следващата година, след като от Заубер му дават втори шанс да се докаже във Формула 1. Но когато идва време пилотите да пристигнат в Монако, където преди година претърпя тежкия инцидент, в който едва не губи живота си, е заменен от Жан-Кристоф Булион за няколко състезания, за да не се повтори случилото се през 1994 г.
Венлингер се завръща отново на волана на C14 за последните две състезания в Япония и Австралия, след като Булион записва слаби резултати спрямо добрите представяния на Хайнц-Харолд Френцен. Обаче завръщането му е разочароващо и той напуска Формула 1, след като Петер Заубер взима Джони Хърбърт за следващия сезон.

## След Формула 1
След напускането се отдава най-вече на състезания от спортни и туристически автомобилни серии, като печели Световния шампионат на ФИА GT заедно с Оливие Берета и участва в ДТМ.

## Резултати от Формула 1
| Година | Отбор               | Шаси              | Двигател     | 1       | 2       | 3       | 4       | 5       | 6       | 7     | 8       | 9       | 10     | 11      | 12      | 13     | 14      | 15      | 16     | 17      | WDC  | Точки |
| ------ | ------------------- | ----------------- | ------------ | ------- | ------- | ------- | ------- | ------- | ------- | ----- | ------- | ------- | ------ | ------- | ------- | ------ | ------- | ------- | ------ | ------- | ---- | ----- |
| 1991   | Лейтън Хаус Рейсинг | Лейтън Хаус CG911 | Илмор V10    | USA     | BRA     | SMR     | MON     | CAN     | MEX     | FRA   | GBR     | GER     | HUN    | BEL     | ITA     | POR    | ESP     | JPN Ret | AUS 20 |         | НК   | 0     |
| 1992   | March F1            | Марч CG911        | Илмор V10    | RSA Ret | MEX Ret | BRA Ret | ESP 8   | SMR 12  | MON Ret | CAN 4 | FRA Ret | GBR Ret | GER 16 | HUN Ret | BEL 11  | ITA 10 | POR Ret | JPN     | AUS    |         | 12-и | 3     |
| 1993   | Заубер              | Заубер C12        | Заубер V10   | RSA Ret | BRA Ret | EUR Ret | SMR Ret | ESP Ret | MON 13  | CAN 6 | FRA Ret | GBR Ret | GER 9  | HUN 6   | BEL Ret | ITA 4  | POR 5   | JPN Ret | AUS 15 |         | 12-и | 7     |
| 1994   | Заубер Мерцедес     | Заубер C13        | Мерцедес V10 | BRA 6   | PAC Ret | SMR 4   | MON DNS | ESP     | CAN     | FRA   | GBR     | GER     | HUN    | BEL     | ITA     | POR    | EUR     | JPN     | AUS    |         | 19-и | 4     |
| 1995   | Ред Бул Заубер Форд | Заубер C14        | Форд V8      | BRA Ret | ARG Ret | SMR Ret | ESP 13  | MON     | CAN     | FRA   | GBR     | GER     | HUN    | BEL     | ITA     | POR    | EUR     | PAC     | JPN 10 | AUS Ret | НК   | 0     |